# 塔伊夫协议
塔伊夫协议（阿拉伯語：  اتفاق الطائف） 是1989年10月22日签署的協議。 由於黎巴嫩內戰各方在沙特阿拉伯塔伊夫谈判，所以協議以塔伊夫命名。协议旨在结束為期15年的黎巴嫩内战，並要求黎巴嫩全國的民兵解散，叙利亚撤出黎巴嫩。不過敘利亞軍隊直到2005年才撤出黎巴嫩，而什葉派民兵武裝一直未繳械。
協議還規定：
- 黎巴嫩议会中基督徒与穆斯林議員的比例从6：5降至1：1。
- 黎巴嫩議會议长的任期从一年增加到四年。 [4]
- 黎巴嫩总统的權力被削弱